# Rico Freiermuth
Rico Freiermuth, född 1 januari 1958 i Liestal i Basel-Landschaft, är en schweizisk före detta bobåkare.
Freiermuth blev olympisk bronsmedaljör i fyrmansbob vid vinterspelen 1984 i Sarajevo.